# Brian Stokes Mitchell
Brian Stokes Mitchell (Seattle, 31 ottobre 1957) è un attore, cantante e compositore statunitense.
Grazie alla sua potente voce da baritono, Stokes Mitchell è uno dei più importanti interpreti di musical a Broadway sin dagli inizi degli anni novanta.

## Biografia
Inizia a lavorare alla fine degli anni settanta nella Twelfth Night Repertory Company come attore e compositore.
Ha vinto nel 2000 il Tony Award al miglior attore protagonista in un musical per la sua interpretazione in Kiss Me, Kate.
Nel 2002 lavora al fianco di Christine Baranski e Hugh Panaro nel revival del musical Sweeney Todd al Kennedy Center in occasione dei 70 anni di Stephen Sondheim, ricoprendo il ruolo principale.
Nella versione concertale del musical Les Misérables alla Hollywood Bowl  nel 2008, Brian interpreta l'Ispettore Javert, al fianco di Lea Michele (Eponine).
Lavora come attore in molti film ed è famoso per aver lavorato come doppiatore in una voce cantante nel film Il principe d'Egitto.
Nel 2010 lavora nuovamente al fianco di Patti LuPone nel musical tratto dal film di Pedro Almodóvar Donne sull'orlo di una crisi di nervi.
Ha recitato come "guest star" in due episodi della serie Tv americana Glee, in cui interpreta Leroy Berry, uno dei padri gay della protagonista Rachel Berry e nell'episodio Rivelazioni della quarta serie di Ugly Betty, in cui interpreta un ex fiamma di Wilhelmina Slater.
Nel 2016 ha ricevuto uno speciale Tony Award per la sua attività filantropica. Nello stesso anno il suo nome è stato inserito nell'American Theater Hall of Fame.

### Vita privata
È sposato con Allyson Tucker dal 1994 ed è padre di un figlio, Ellington.

## Teatro
- Mail, libretto di Jerry Colker, colonna sonora di Michael Rupert, regia di Andrew Cadiff. Music Box Theatre di Broadway (1988)
- Oh, Kay, libretto di Guy Bolton & P. G. Wodehouse, testi di Ira Gershwin, colonna sonora di George Gershwin. Richard Rodgers Theatre di Broadway (1990)
- Jelly's Last Jam, libretto e regia di George C. Wolfe, testi di Susan Brikenhead, colonna sonora di Luther Henderson. Virginia Theatre di Broadway (1992)
- Kiss of the Spider Woman, libretto di Terrence McNally, testi di Fred Ebb, colonna sonora di John Kander, regia di Harold Prince. Broadhurst Theatre di Broadway (1993)
- Ragtime, libretto di Terrence McNally, testi di Lynn Ahrens, colonna sonora di Stephen Flaherty, regia di Frank Galati. Ford Centre for the Performing Arts di Toronto (1996)
- Ragtime, libretto di Terrence McNally, testi di Lynn Ahrens, colonna sonora di Stephen Flaherty, regia di Frank Galati. Shubert Theatre (Los Angeles,1997), Lyric Theatre (Broadway, 1998)
- Do Re Mi, libretto di Garson Kanin, testi di Betty Comden e Adolph Green, colonna sonora di Jule Styne, regia di John Rando. New York City Center di New York (1999)
- Kiss Me, Kate, libretto di Samuel e Bella Spewack, colonna sonora di Cole Porter, regia di Michael Blakemore. Al Hirschfeld Theatre di Broadway (1999)
- The Frogs, libretto di Burt Shevelove, colonna sonora di Stephen Sondheim, regia di Kathleen Marshall. Coolidge Auditorium di Washington (2000)
- King Hedley II, di August Wilson, regia di Marion McClinton. Kennedy Center di Washington, August Wilson Theatre (2001)
- Carnival, libretto di Michael Stewart, colonna sonora di Bob Merrill, regia di Kathleen Marshall. New York City Center di New York (2002)
- Sweeney Todd: The Demon Barber of Fleet Street, libretto di Hugh Wheeler, colonna sonora di Stephen Sondheim, regia di Christopher Ashley. Kennedy Center di Washington (2002)
- Man of La Mancha, libretto di Dale Wasserman, testi di Joe Darion, colonna sonora di Mitch Leigh, regia di Jonathan Kent. Al Hirschfeld Theatre di Broadway (2002)
- South Pacific, libretto di Joshua Logan e Oscar Hammerstein II, colonna sonora di Richard Rodgers, regia di Walter Bobbie. Carnegie Hall di New York (2005)
- Kismet, libretto di Luther Davis e Charles Lederer, testi di Robert Wright e George Forrest, colonna sonora di Alexander Borodin, regia di Lonny Price. New York City Center, New York (2006)
- South Pacific, libretto di Joshua Logan e Oscar Hammerstein II, colonna sonora di Richard Rodgers, regia di David Lee. Hollywood Bowl di Los Angeles (2007)
- Les Misérables, colonna sonora di Claude-Michel Schönberg, libretto di Alain Boublil e Herbert Kretzmer, regia di Richard Jay-Alexander. Hollywood Bowl di Los Angeles (2008)
- Guys and Dolls, colonna sonora di Frank Loesser, libretto di Jo Swerling e Abe Burrows, regia di Richard Jay-Alexander. Hollywood Bowl di Los Angeles (2009)
- Women on the Verge of a Nervous Breakdown, libretto di Jeffrey Lane, colonna sonora di David Yazbek, regia di Bartlett Sher. Belasco Theatre di Broadway (2010)
- Oliver!, libretto e colonna sonora di Lionel Bart, regia di Charlotte Moore. Shubert Theatre di New York (2012)
- Camelot, libretto di Alan Jay Lerner, colonna sonora di Frederick Loewe, regia di Marcia Milgrom Dodge. Kennedy Center di Washington (2014)
- Molto rumore per nulla, di William Shakespeare, regia di Jack O'Brien. Delacorte Theatre di New York (2014)
- The Band Wagon, libretto di Adolph Green e Betty Comden, testi di Howard Dietz, colonna sonora di Arthur Schwartz, regia di Kathleen Marshall. New York City Center di New York (2014)
- Shuffle Along, or, the Making of the Musical Sensation of 1921, libretto di George C. Wolfe, testi di Noble Sissle, colonna sonora di Eubie Blake. Music Box Theatre di Broadway (2016)
- White Rabbit, Red Rabbit, di Nassim Soleimanpour. Westdise Theatre di New York (2016)
- The Light in the Piazza, libretto di Craig Lucas, colonna sonora di Adam Guettel, regia di Daniel Evans. Los Angeles Opera di Los Angeles (2019)

## Filmografia parziale

### Cinema
- Ghost Dad - Papà è un fantasma (Ghost Dad), regia di Sidney Poitier (1990)
- Jumping the Broom - Amore e altri guai (Jumping the Broom), regia di Salim Akil (2005)
- Mapplethorpe, regia di Ondi Timoner (2018)
- Tick, Tick... Boom!, regia di Lin-Manuel Miranda (2021)
- Shirley, regia di John Ridley (2024)

### Televisione
- Time Out – serie TV, 1 episodio (1979)
- Radici - Le nuove generazioni – serie TV, 1 episodio (1979)
- Trapper John – serie TV, 151 episodi (1979-1986)
- Hotel – serie TV, 1 episodio (1985)
- Love Boat – serie TV, 1 episodio (1985)
- 227 – serie TV, 1 episodio (1987)
- Houston Knights - Due duri da brivido – serie TV, 1 episodio (1987)
- ALF – serie TV, 1 episodio (1987)
- Giudice di notte – serie TV, 1 episodio (1988)
- Mancuso, F.B.I. – serie TV, 2 episodi (1989)
- Willy, il principe di Bel-Air – serie TV, 6 episodi (1992-1993)
- Chiamatemi Babbo Natale – film TV (2001)
- Frasier – serie TV, 3 episodi (2002)
- Crossing Jordan – serie TV, 2 episodi (2002)
- Ugly Betty – serie TV, 1 episodio (2010)
- Glee – serie TV, 3 episodi (2012-2015)
- Madam Secretary – serie TV, 1 episodio (2014)
- Mr. Robot – serie TV, 8 episodi (2015-2016)
- The Path – serie TV, 7 episodi (2016-2018)
- The Blacklist – serie TV, 2 episodi (2017)
- Bull – serie TV, 1 episodio (2017)
- Billions – serie TV, 2 episodi (2018)
- The Good Fight – serie TV, 2 episodi (2018)
- Elementary – serie TV, 1 episodio (2018)
- Fam – serie TV, 13 episodi (2019)
- Prodigal Son – serie TV, 2 episodi (2020)
- Evil – serie TV, 5 episodi (2021-2024)
- The Gilded Age – serie TV, episodi 3x03-3x04-3x08 (2025)

### Doppiaggio
- Foofur superstar – serie TV, 13 episodi (1987)
- Scooby-Doo e il lupo mannaro – serie TV, 1 episodio (1988)
- Fantastico Max – serie TV, 3 episodi (1988-1989)
- Il cucciolo Scooby-Doo – serie TV, 1 episodio (1989)
- Arrivano le uvette californiane – serie TV, 1 episodio (1989)
- Potsworth & Co. – serie TV, 13 episodi (1990)
- I favolosi Tiny – serie TV, 1 episodio (1990)
- Batman – serie TV, 1 episodio (1992)
- Animaniacs – serie TV, 2 episodi (1992)
- La famiglia Addams – serie TV, 21 episodi (1992-1993)
- Il principe d'Egitto (The Prince of Egypt), regia di Brenda Chapman, Steve Hickner e Simon Wells (1998)
- Watchdog - videogioco (2014)
- Vampirina – serie TV, 13 episodi (2017-2021)

## Riconoscimenti
- Drama Desk Award
  - 1998 - Candidatura al miglior attore in un musical per Ragtime
  - 2000 - Miglior attore in un musical per Kiss Me, Kate
  - 2001 - Candidatura al miglior attore in un'opera teatrale per King Hedley II
  - 2003 - Candidatura al miglior attore in un musical per Man of La Mancha
  - 2011 - Candidatura al miglior attore non protagonista in un musical per Women on the Verge of a Mental Breakdown
- Grammy Award
  - 2001 - Candidatura al miglior album parlato per The Complete Shakespeare Sonnets
- Outer Critics Circle Award
  - 1998 - Candidatura al miglior attore in un musical per Ragtime
  - 2000 - Miglior attore in un musical per Kiss Me, Kate
  - 2001 - Candidatura al miglior attore in un'opera teatrale per King Hedley II
  - 2003 - Candidatura al miglior attore in un musical per Man of La Mancha
- Theatre World Award
  - 1988 - Miglior esordiente per Mail
- Tony Award
  - 1998 - Candidatura al miglior attore protagonista in un musical per Ragtime
  - 2000 - Miglior attore protagonista in un musical per Kiss Me, Kate
  - 2001 - Candidatura al miglior attore protagonista in un'opera teatrale per King Hedley II
  - 2003 - Candidatura al miglior attore protagonista in un musical per Man of La Mancha
  - 2016 - Premio Umanitario

## Doppiatori italiani
Nelle versioni in italiano delle opere in cui ha recitato, Brian Stokes Mitchell è stato doppiato da:
- Paolo Buglioni in Glee, Shirley
- Massimo Rinaldi in Willy, il principe di Bel-Air
- Paolo Marchese in Jumping the Broom - Amore e altri guai
- Antonio Sanna in Chiamatemi Babbo Natale
- Paolo Maria Scalondro in The Good Fight
- Stefano Thermes in Mr. Robot
- Gerolamo Alchieri in Bull
- Mario Cordova in Billions
- Luigi Ferraro in Fam
- Stefano Alessandroni in Evil

Da doppiatore è sostituito da:
- Fabrizio Palma ne Il principe d'Egitto